# Paris-Brest-Paris Audax
Pour les articles homonymes, voir Paris-Brest et Audax.
Le Paris-Brest-Paris Audax est une randonnée cycliste de longue distance de 1 200 km organisée selon la formule Audax tous les quatre ans.
L'idée en est due à André Griffe, déjà organisateur d'un Paris-Lyon Audax.

## Histoire
| Année | Participants                     | Vitesse   | Nombre de sessions |
| ----- | -------------------------------- | --------- | ------------------ |
| 1931  | 81 au départ, 29 à l'arrivée     | 20 km/h   | 1 session          |
| 1948  | 62 au départ, 42 à l'arrivée     | 20 km/h   | 1 session          |
| 1951  | 96 au départ, 85 à l'arrivée     | 22,5 km/h | 1 session          |
| 1956  | 106 au départ, 77 à l'arrivée    | 22,5 km/h | 1 session          |
| 1961  | 162 au départ, 140 à l'arrivée   | 22,5 km/h | 1 session          |
| 1966  | 178 au départ, 165 à l'arrivée   | 22,5 km/h | 1 session          |
| 1971  | 328 au départ, 305 à l'arrivée   | 22,5 km/h | 1 session          |
| 1976  | 911 au départ, 726 à l'arrivée   | 22,5 km/h | 2 sessions         |
| 1981  | 1573 au départ, 1522 à l'arrivée | 22,5 km/h | 7 sessions         |
| 1986  | 926 au départ, 923 à l'arrivée   | 22,5 km/h | 4 sessions         |
| 1991  | 456 au départ, 411 à l'arrivée   | 22,5 km/h | 2 sessions         |
| 1996  | 212 au départ, 192 à l'arrivée   | 22,5 km/h | 3 sessions         |
| 2001  | 191 au départ, 185 à l'arrivée   | 22,5 km/h | 2 sessions         |
| 2006  | 151 au départ, 134 à l'arrivée   | 22,5 km/h | 1 session          |
| 2011  | 143 au départ, 123 à l'arrivée   | 22,5 km/h | 2 sessions         |
| 2016  | 88 au départ, 78 à l'arrivée     | 22,5 km/h | 1 session          |
| 2020  | reporté cause virus              |           |                    |
| 2021  | reporté cause virus              |           |                    |
| 2022  | programmé du 25 au 29 juin       | annulé    |                    |

## Anecdotes
Lucienne Duval, dite "La Marquise", de l'U.A.F. fête le centenaire en 1991 en effectuant 3 Paris-Brest-Paris au cours de l'année : au mois d'avril en randonnée permanente, en juin en Audax et en août en randonneur.

### Filmographie
- Paris Brest Paris jusqu'au bout de la nuit Documentaire sur le Paris Brest Paris.